# Gherardo Ghirardini

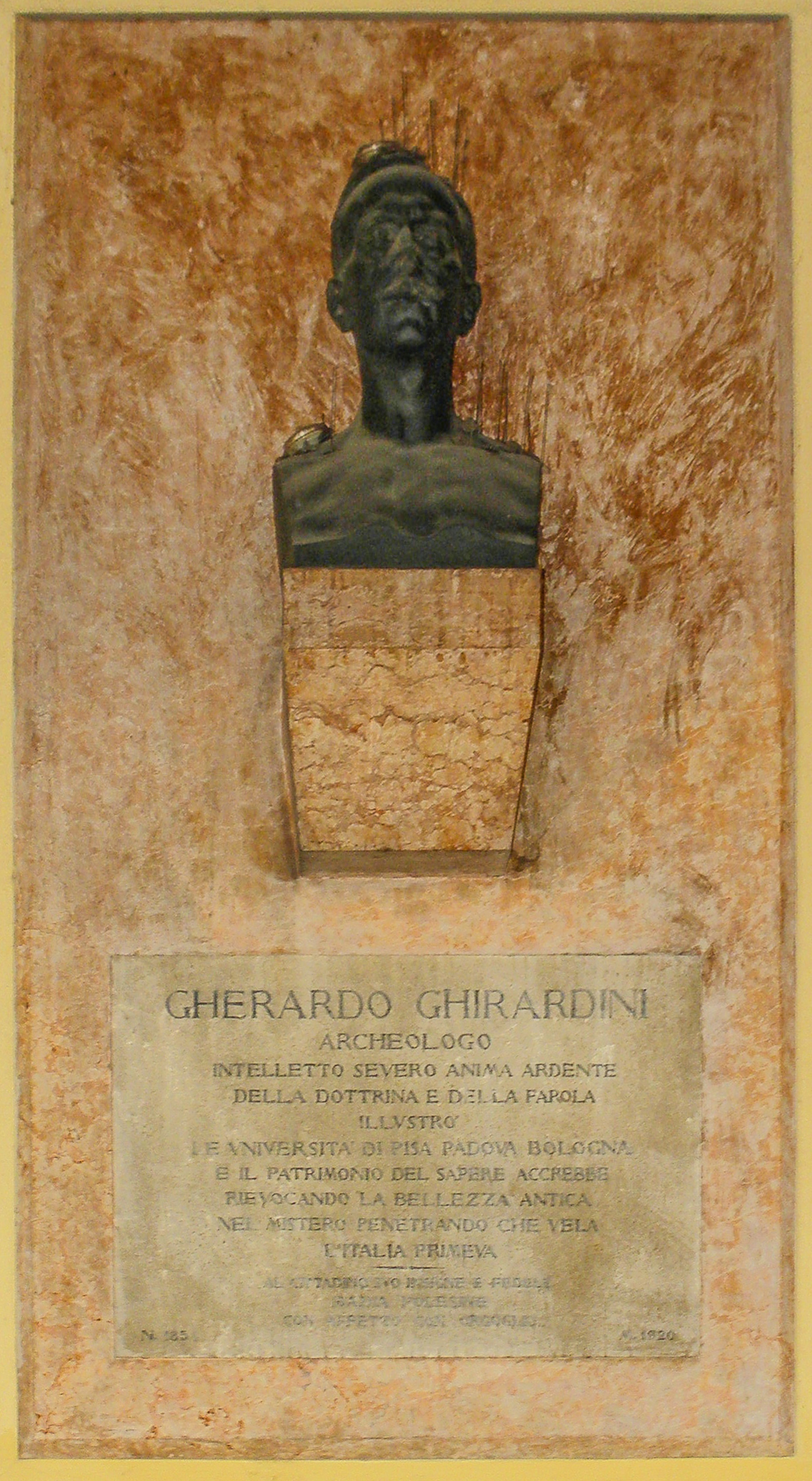
Gedenktafel mit Büste Gherardo Ghirardinis, Palazzo del Comune, Badia Polesine, Venetien

Gherardo Ghirardini (geboren am 13. Juli 1854 in Badia Polesine; gestorben am 10. Juni 1920 in Bologna) war ein italienischer Klassischer Archäologe.

Nach dem Besuch des Lyzeums in Rovigo studierte Gherardo Ghirardini Geisteswissenschaften an der Universität Bologna, an der er 1877 bei dem Literaturhistoriker Giosuè Carducci mit der Arbeit Della visione di Dante nel paradiso terrestre („Über Dantes Vision im irdischen Paradies“) laureiert wurde. Doch bereits während des Studiums und hierin bestärkt durch den 1876 nach Bologna berufenen Archäologen Edoardo Brizio (1846–1907) besaß Ghirardini ein ausgeprägtes archäologisches Interesse. Zwischen Brizio und ihm entwickelte sich ein enges freundschaftliches Verhältnis, dessen erste wissenschaftliche Frucht ein Aufsatz Ghirardinis über neue Vasenfunde aus Bologna war.
Unmittelbar nach Abschluss des Studiums nahm Ghirardini aus wirtschaftlichen Gründen eine Tätigkeit als Privatlehrer auf, wurde aber bald darauf – vermittelt durch Carducci – als Lehrer an einem Lyzeum in Florenz angestellt. Im Jahr 1878 gewann er zusammen mit dem späteren Numismatiker und Altphilologen Luigi Adriano Milani (1854–1914) ein dreijähriges Stipendium der Scuola italiana di archeologia. Während dieser drei Jahre hatte er nicht nur Gelegenheit, für längere Zeit seine Studien in Pompeii, Rom und Athen zu vertiefen, sondern auch mit namhaften Archäologen des In- und Auslands – wie Luigi Pigorini, Giovanni Battista de Rossi, Wolfgang Helbig, Adolf Furtwängler oder Friedrich von Duhn – in näheren Kontakt zu treten.
Im Jahr 1880 wurde er zum Inspektor an der Galleria degli Uffizi bestellt, eine Tätigkeit, die ihm wegen der damit verbundenen administrativen Aufgaben nicht lag. Der Generaldirektor der Museen und Ausgrabungen in Rom, Giuseppe Fiorelli, vermittelte ihm zahlreiche Aufträge in ganz verschiedenen Regionen Italiens, die Ghirardini für das Ministero della pubblica istruzione („Ministerium für öffentliche Erziehung“) übernahm. Hierzu zählten die Ausgrabungen in Tarquinia, in Formello, dem neu entdeckten Vetulonia, im Amphitheater von Padua.
Das mit diesen Ausgrabungen und den umfangreichen Publikationen der Ausgrabungsergebnisse verbundene Renommee führte 1885 zur Berufung auf den Lehrstuhl für Archäologie an der Universität Pisa. Hier lehrte er bis 1899. Während dieser Jahre entstand aus der anhaltenden Beschäftigung mit der Villanovakultur sein den Situlen gewidmetes dreibändiges Werk La situla italica primitiva, studiata specialmente in Este, in dem er versuchte, diese wichtige, heute vor allem mit der norditalienischen Este-Kultur verbundene Fundgattung typologisch und chronologisch zu ordnen. Studien der Pisaner Zeit galten aber auch Themen der Klassischen Archäologie, etwa dem Apollo von Belvedere oder dem Einschenkenden Satyrn des Praxiteles.
Mit der Berufung an die Universität Padua im Jahr 1899 erfolgte zugleich die Ernennung zum Soprintendente für die Altertümer des Veneto. In dieser Funktion widmete er sich der Ausstellungsgestaltung der Museen in Este und Adria und führte als Neuerung ein, dass nicht nur die Werke der „hohen Kunst“, sondern alle Äußerungen menschlichen Schaffens in diesen Museen ausgestellt wurden.
Als der Freund Edoardo Brizio 1907 starb, wurde Ghirardini dessen Nachfolger auf dem Lehrstuhl an der Universität Bologna. Zugleich wurde er Direktor des Museo Civico Archeologico in Bologna und Soprintendente für die Altertümer der Emilia. All diese Positionen hatte er bis zu seinem Tod inne. Während der Jahre als Aufseher über die Altertümer führte er die ersten stratigraphischen Ausgrabungen im Palast Theoderichs in Ravenna durch und untersuchte die Nekropole von San Vitale, einem Stadtviertel in Bologna. Seine akademischen Studien der letzten Jahre widmete er den Etruskern, dem Entstehen und der Entwicklung ihrer Kultur.
Gherardo Ghirardini war Präsident der Deputazione di Storia Patria per le provincie di Romagna, war  Mitglied des Deutschen Archäologischen Instituts und der Accademia Nazionale dei Lincei sowie weiterer Akademien. Ein jährlich zu vergebendes Stipendium des Istituto Italiano di Preistoria e Protostoria ist ihm gewidmet.

## Veröffentlichungen (Auswahl)
Eine vollständige Bibliographie der Schriften von Gherardo Ghirardini bietet: Giuseppe Sassatelli: I dubbi e le intuizioni di Gherardo Ghirardini. In: Cristiana Morigi Govi, Giuseppe Sassatelli (Hrsg.): Dalla stanza delle antichità al Museo civico. Storia della formazione del Museo civico archeologico di Bologna. Bologna 1984, S. 459–464.
- Della visione di Dante nel Paradiso Terrestre. Garagnani, Bologna 1877
- Nuovi vasi scoperti a Bologna. 1878.
- La necropoli antichissima di Corneto-Tarquinia. Rom 1882.
- La situla italica primitiva, studiata specialmente in Este. 3 Bände. Rom 1893, 1897, 1900.
- La necropoli primitiva di Volterra (= Monumenti Antichi pubblicati per cura della Regia Accademia dei Lincei. Band 8). Rom 1898.
- I Veneti prima della storia. Padua 1901.